# Anita Garibaldi
Ana Maria de Jesus Ribeiro (Laguna, 30 de agosto de 1821 – Ravena, 4 de agosto de 1849) mais conhecida como Anita Garibaldi foi uma revolucionária brasileira, conhecida por sua participação na Revolução Farroupilha e no processo de unificação da Itália junto com o marido e revolucionário italiano Giuseppe Garibaldi. Por esse motivo, é conhecida como a "Heroína dos Dois Mundos".

## A controvérsia sobre o local de nascimento
Alguns estudiosos alegam que Anita Garibaldi teria nascido em Lages, que na cúria metropolitana daquela cidade estaria o registro dos irmãos mais velho e mais novo dela, e que teria sido retirada do livro a folha do registro de Ana Maria de Jesus Ribeiro. Em 1998, entidades representativas da sociedade civil de Laguna promoveram uma ação judicial para obter o registro de nascimento tardio de Anita Garibaldi. A ação tramitou na primeira vara da comarca de Laguna, sendo instruída com diversos documentos que comprovariam que Anita nasceu no município de Laguna. Assim, em 5 de dezembro de 1998, proferiu-se:
Ante o exposto, julgo procedente o pedido inicial, a fim de determinar o registro de nascimento de Ana Maria de Jesus Ribeiro, nascida em 30 de agosto de 1821, na cidade de Laguna, filha de Bento Ribeiro da Silva, natural de São José dos Pinhais, Paraná, e de Maria Antônia de Jesus Antunes, natural de Lages, Santa Catarina, sendo seus avós paternos Manuel Collaço e Ângela Maria da Silva e avós maternos Salvador Antunes e Quitéria Maria de Sousa, o que faço embasado no artigo 50, § 4º combinado com o 52, § 2º, da Lei n.º 6.015/73. (Ação de Registro de Nascimento Tardio n.: 040.98.000395-4).

## Família e início da vida

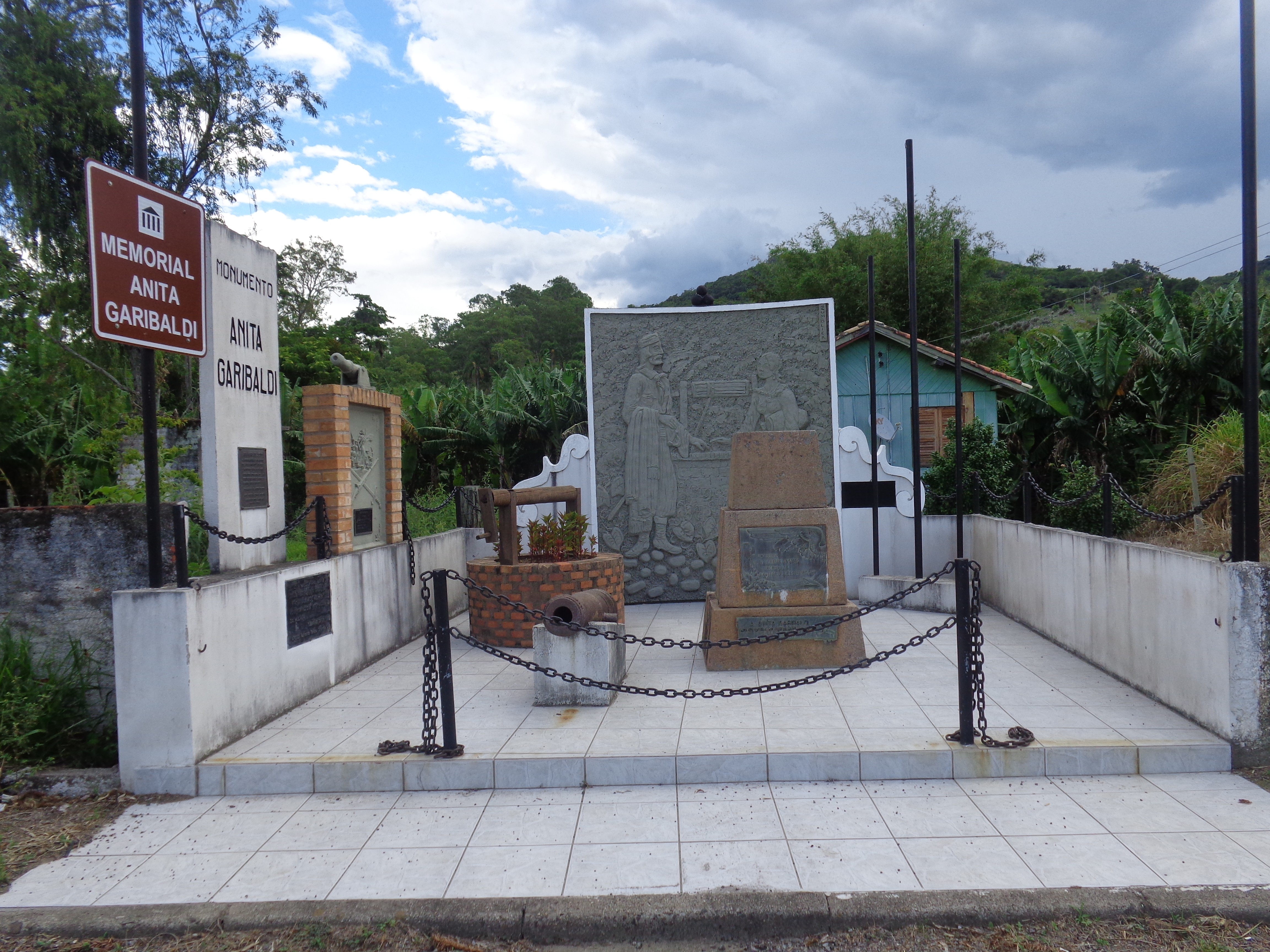
Monumento a Anita em Morrinhos

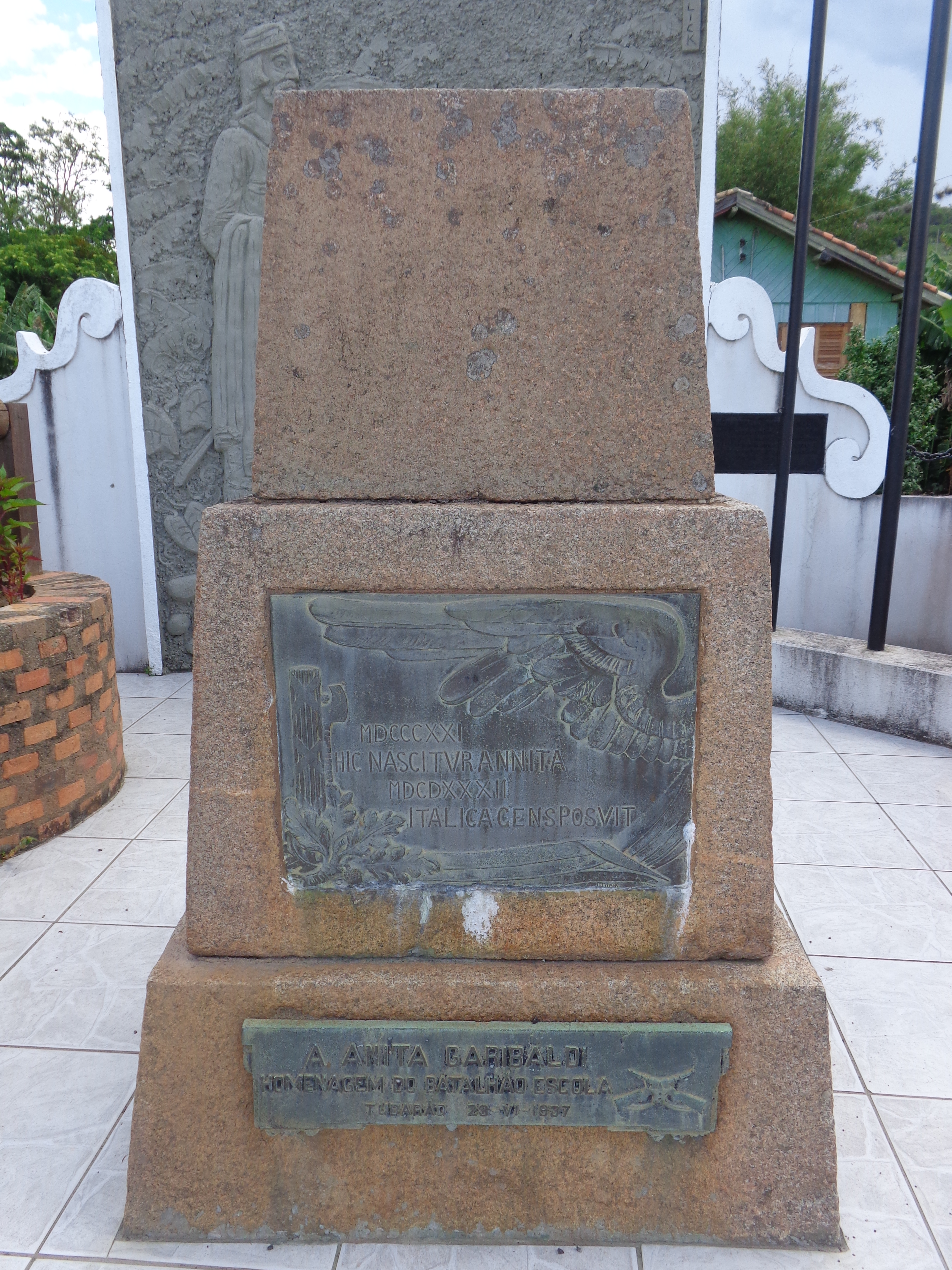
Detalhe do monumento em Morrinhos

Ana Maria de Jesus Ribeiro nasceu em 30 de agosto de 1821 em Laguna, capitania de Santa Catarina, no Reino Unido de Portugal, Brasil e Algarves, um ano antes da Independência do Brasil. Foi a terceira dos 10 filhos (6 meninas e 4 meninos) de Bento Ribeiro da Silva e Maria Antonia de Jesus Antunes. Seu pai era tropeiro, transportava gado por estradas que vinham desde Viamão até São José dos Pinhais, passando por Santa Catarina. Sua mãe, natural de Lages, era descendente de açorianos originários da Ilha de São Miguel. Casaram-se em 13 de junho de 1815 na Catedral de Lages.
Durante a maior parte da infância de Anita, a família residiu em uma casa rústica de pau-a-pique na localidade de Morrinhos, nos arredores de Laguna (hoje bairro Anita Garibaldi em Tubarão). Após a morte de Bento Ribeiro da Silva, entre 1833 e 1835, a família ficou sem recursos ou receitas que garantissem a sobrevivência, o que levou a mãe de Anita a buscar trabalho em residências no centro de Laguna.
Durante esse período, a família foi visitada diversas vezes por Antônio da Silva Ribeiro, tio paterno de Anita, quando este passava por Laguna durante suas viagens como tropeiro. Antônio era republicano, e se declarava a favor de uma revolução como forma de conquistar mudanças. Devido às suas pregações críticas à monarquia, foi perseguido e teve sua casa em Lages incendiada por soldados imperiais, sob ordens do coronel Manuel dos Santos Loureiro, o que o levou a se refugiar com parentes em Laguna. Seus ideais foram transmitidos a Anita, que gradualmente aderiu a eles ao longo de sua juventude.

### Primeiro casamento

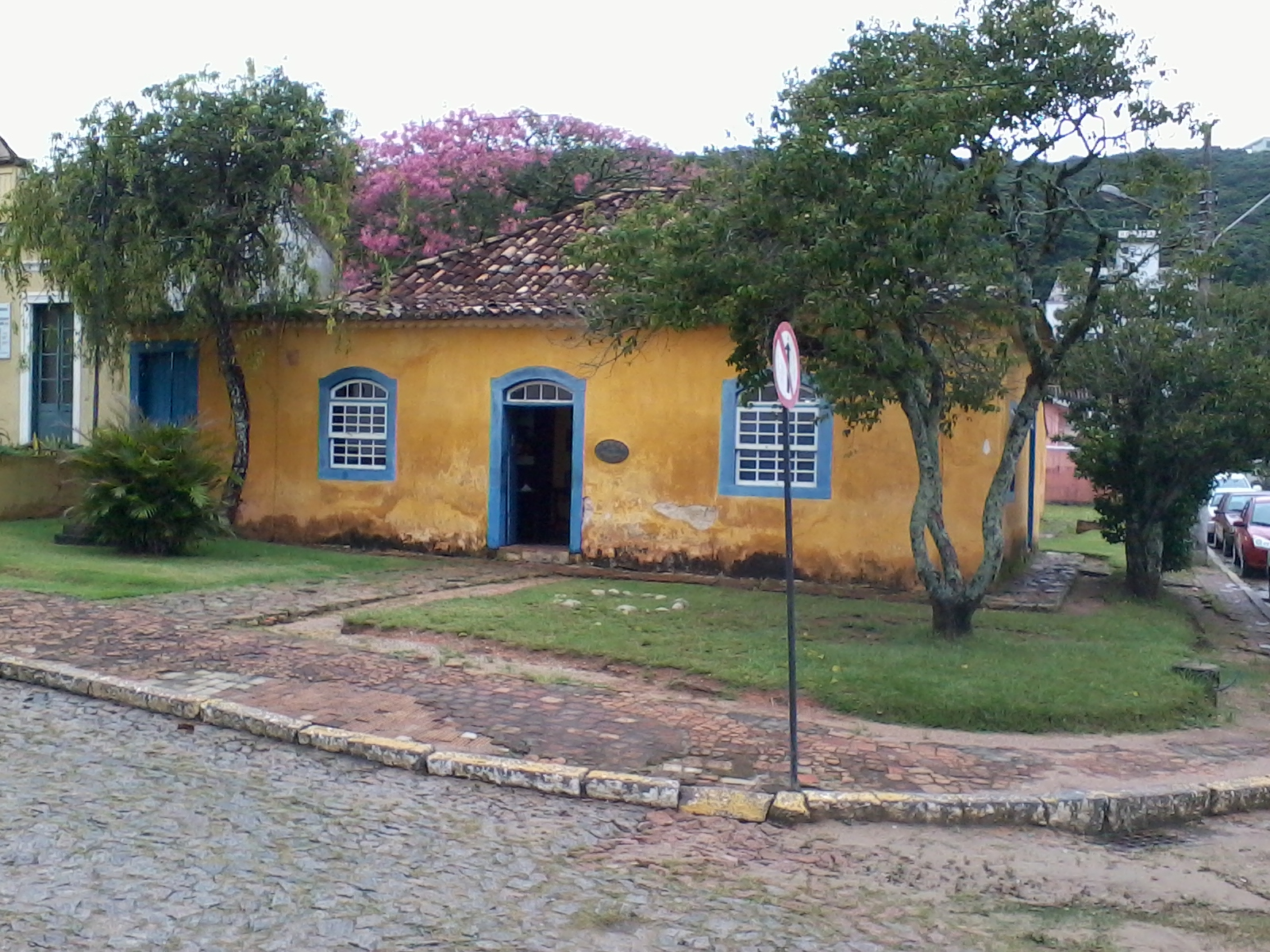
Casa em Laguna onde Anita arrumou-se para seu primeiro casamento, com Manuel Duarte Aguiar

Após a morte do pai e o casamento da irmã mais velha, Anita cedo teve que ajudar no sustento familiar e, por insistência materna, casou-se, em 30 de agosto de 1835, dia em que completou 14 anos, com o sapateiro Manuel Duarte de Aguiar, na Igreja Matriz Santo Antônio dos Anjos da Laguna. O casamento, descrito por Anita como uma "farsa" em uma carta enviada a seu tio, foi marcado pelo desinteresse no relacionamento por ambas as partes, e não gerou filhos. Após poucos anos de matrimônio, em 1837 ou 1838, Manuel Duarte de Aguiar, como monarquista, alistou-se no Exército Imperial, abandonando a jovem esposa.

## Revolução Farroupilha
Em 1835, a Revolução Farroupilha eclodiu na província do Rio Grande do Sul. Após a Batalha do Seival em setembro de 1836, a República Riograndense foi proclamada pelos rebeldes. Nos anos que se seguiram o sentimento revolucionário aumentou em Laguna, onde a grande maioria da população apoiava a causa republicana. No início de 1836, soldados da Guarda Nacional da vila recusaram-se a obedecer a ordens do presidente da província, Albuquerque Cavalcanti, de guarnecer a fronteira com o Rio Grande do Sul. Em julho do mesmo ano, o Ministro da Justiça do Império, Aguilar Pantoja, exigiu respostas do governo catarinense em relação à Laguna, onde embarques clandestinos de pólvora estavam sendo feitos e enviados aos farrapos no sul.
Em 22 de julho de 1839, o exército farroupilha tomou Laguna após derrotar os navios da Marinha Imperial que patrulhavam a vila. A invasão foi realizada somente com o barco Seival, comandado pelo revolucionário italiano Giuseppe Garibaldi. Garibaldi estava no Brasil desde 1835, onde se refugiou após ser condenado à morte por Carlos Alberto da Sardenha, e no mesmo ano juntou-se a causa da Revolução Farroupilha, recebendo uma carta de corso de Bento Gonçalves. A entrada das tropas republicanas em Laguna foi celebrada pela população, e, em 29 de julho, a República Catarinense foi proclamada na câmara municipal.

### O encontro com Giuseppe Garibaldi
Anita tinha 18 anos em 1839 quando encontrou-se com Giuseppe Garibaldi. Com 32 anos, Garibaldi liderou pelo mar as tropas farroupilhas de David Canabarro que tomaram Laguna e proclamaram a República Catarinense.
Em Laguna, a bordo da embarcação Itaparica, tomada do inimigo e armada com sete canhões, Garibaldi observava com uma luneta as casas da barra de Laguna. Observou então, em um grupo de moças que passeava, uma jovem cujo rosto conquistou sua imaginação e seu coração. Providenciou um barco, foi até a margem e depois até o local onde a tinha visto, porém não a encontrou.
Tinha perdido a esperança de encontrá-la, quando um habitante local o convidou a ir a sua casa para um café. Garibaldi aceitou e na casa encontrou a jovem que procurava. Assim Garibaldi relata o encontro em suas memórias: 
| “ | Entramos, e a primeira pessoa que se aproximou era aquela cujo aspecto me tinha feito desembarcar. Era Anita! A mãe de meus filhos! A companhia de minha vida, na boa e na má fortuna. A mulher cuja coragem desejei tantas vezes. Ficamos ambos estáticos e silenciosos, olhando-se reciprocamente, como duas pessoas que não se vissem pela primeira vez e que buscam na aproximação alguma coisa como uma reminiscência. Saudei-a finalmente e disse-lhe: 'Tu deves ser minha!'. Eu falava pouco o português, e articulei as provocantes palavras em italiano. Contudo fui magnético na minha insolência. Havia atado um nó, decretado uma sentença que somente a morte poderia desfazer. Eu tinha encontrado um tesouro proibido, mas um tesouro de grande valor. | ” |

### República Juliana
Em 20 de outubro de 1839, Anita decide seguir Garibaldi, subindo a bordo de seu navio para uma expedição militar.
Em Imbituba recebeu o batismo de fogo, quando a expedição corsária foi atacada pela marinha imperial do Brasil. Dias depois, em 15 de novembro, Anita confirma sua coragem sem fim e seu amor heroico a Garibaldi na famosa batalha naval de Laguna, contra Frederico Mariath, na qual se expõe a grande risco de morte, atravessando uma dúzia de vezes a bordo da pequena lancha de combate para trazer munições em meio a uma verdadeira carnificina. Anita também combateu ao lado de Garibaldi em Santa Vitória. Depois passou o Natal de 1839 em Lages.

### Batalha de Curitibanos

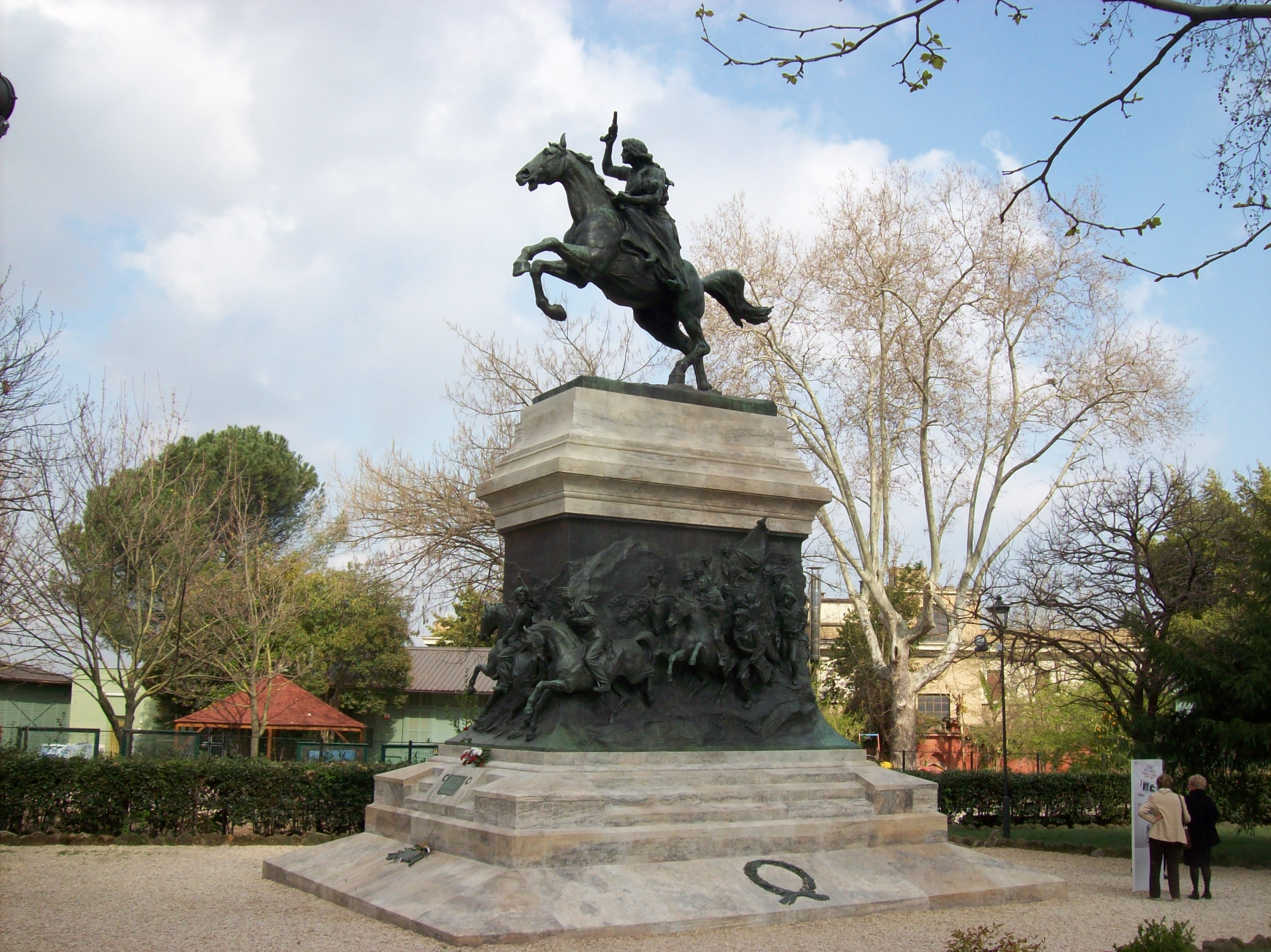
Monumento em homenagem a Anita no Janículo, em Roma. O escultor Rutelli retratou a fuga de Mostardas nesse monumento.

Em 12 de janeiro de 1840, Anita participou da Batalha de Curitibanos, na qual foi feita prisioneira. Durante a batalha, Anita provia o abastecimento de munições aos soldados. O comandante do exército imperial, admirado de seu temperamento indômito, deixou-se convencer a deixá-la procurar o cadáver do marido, supostamente morto na batalha. Em um instante de distração dos guardas, tomou um cavalo e fugiu. Após atravessar a nado com o cavalo o rio Canoas, chegou ao Rio Grande do Sul, e encontrou-se com Garibaldi em Vacaria, oito dias depois.
Em 16 de setembro de 1840, nasceu no estado do Rio Grande do Sul, na então vila e atual cidade de Mostardas o primeiro filho do casal, que recebeu o nome de Menotti Garibaldi, em homenagem ao patriota italiano Ciro Menotti. Doze dias depois, o exército imperial, comandado por Francisco Pedro de Abreu, cercou a casa para prender o casal, e Anita fugiu a cavalo com o recém-nascido nos braços e alcançou um bosque aos arredores da cidade, onde ficou escondida por quatro dias, até que Garibaldi a encontrou.

## No Uruguai

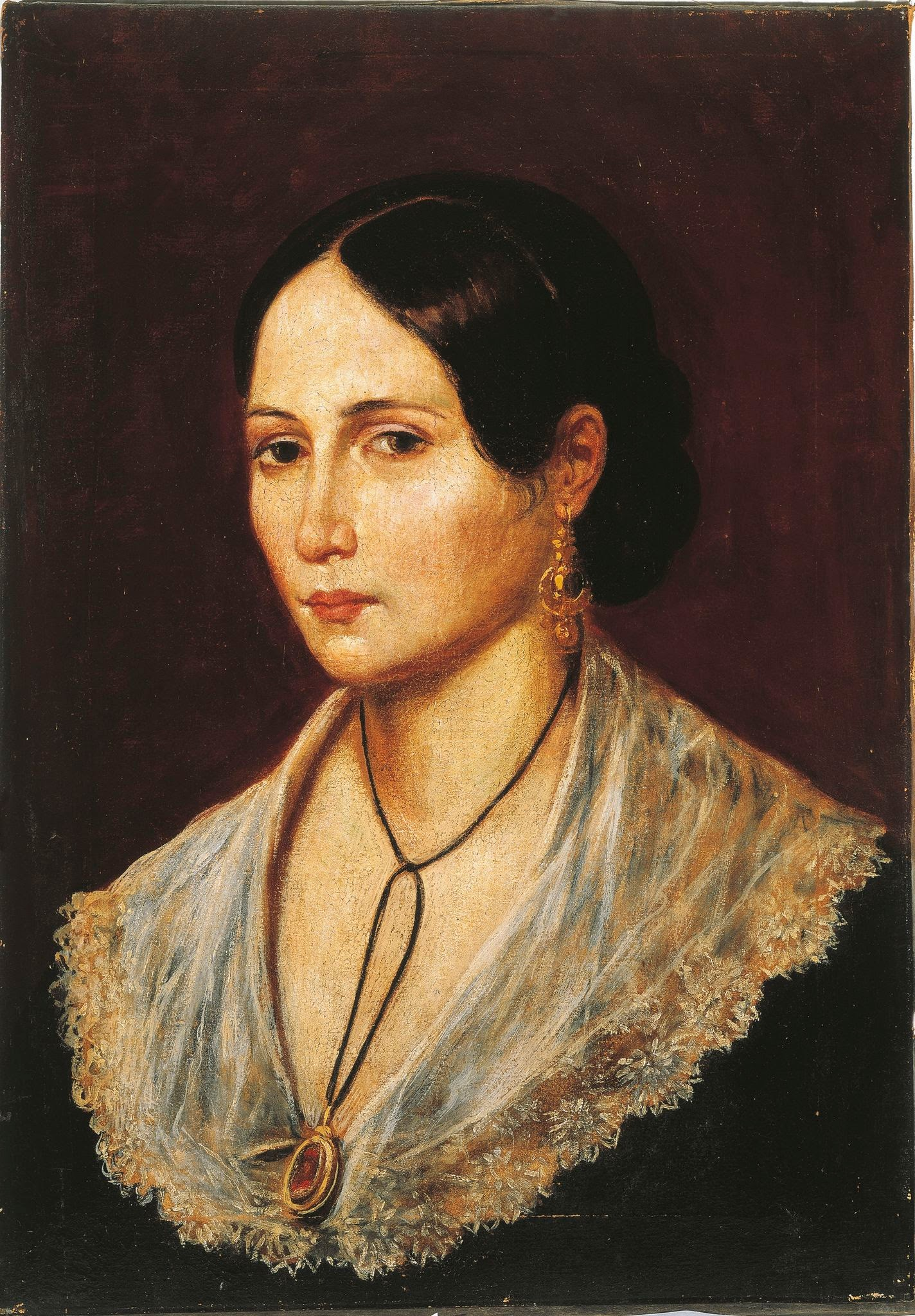
Anita no Uruguai, em 1845

Em 1841, quando a situação militar da República Rio-Grandense tornou-se insustentável, Garibaldi solicitou e obteve do general Bento Gonçalves da Silva a permissão para deixar o exército republicano. Anita, Giuseppe e Menotti mudaram-se para Montevidéu, no Uruguai, receberam um rebanho de 900 cabeças de gado, das quais, depois de 600 km de marcha, 300 chegaram a Montevidéu, em junho de 1841.
No Uruguai, em 1842, dois anos e meio após seu encontro, o casal legalizou sua união, na igreja de São Francisco de Assis, em Montevidéu. A certidão de casamento era exigida pela constituição do Uruguai a quem aspirava cargos públicos. Garibaldi foi indicado comandante da pequena frota uruguaia, que combatia a potente esquadra naval argentina, comandada pelo almirante William Brown.
No Uruguai nasceram os outros três filhos do casal: Rosa (1843), Teresa (1845) e Ricciotti Garibaldi (1847). Rosa faleceu aos dois anos de idade por asfixia, por causa de uma infecção na garganta, o que fez Anita e Garibaldi sofrerem muito.
Em 1846, Garibaldi tentou enviar Anita e as crianças para longe, para Nice para ficarem com sua mãe, mas obteve um parecer negativo do Ministério dos Negócios Estrangeiros do rei Carlos Alberto, Solaro della Margarita, em junho de 1846. Mais tarde, com os legionários italianos planejando voltar para casa, e graças ao recolhimento de fundos organizado, entre outros por Stefano Antonini, Anita, com seus três filhos e outros familiares dos legionários partem finalmente em janeiro de 1848, em um barco com destino a Nice, onde foram confiados por um tempo sob os cuidados da família de Garibaldi.

## Na Itália

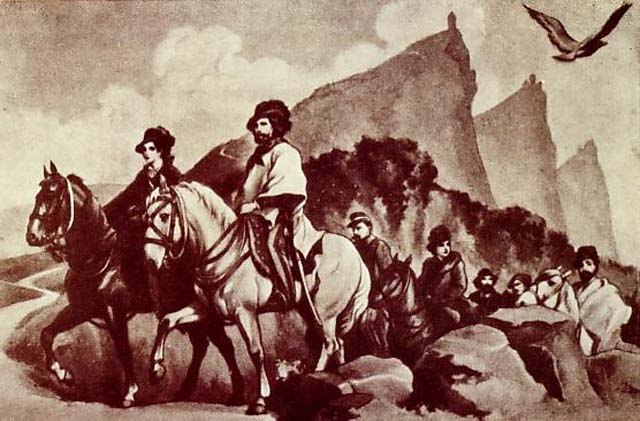
Garibaldi e Anita buscam refúgio em San Marino.

Em 1847, Anita foi para a Itália com os três filhos e encontrou-se com a mãe de Garibaldi. Elas depois viajaram para a cidade de Nizza, (atual Nice, na França), onde ficaram morando. O próprio Garibaldi reuniu-se a eles alguns meses depois, quando voltaram à Itália. Os filhos de Anita e Garibaldi ficaram na França com a mãe dele.

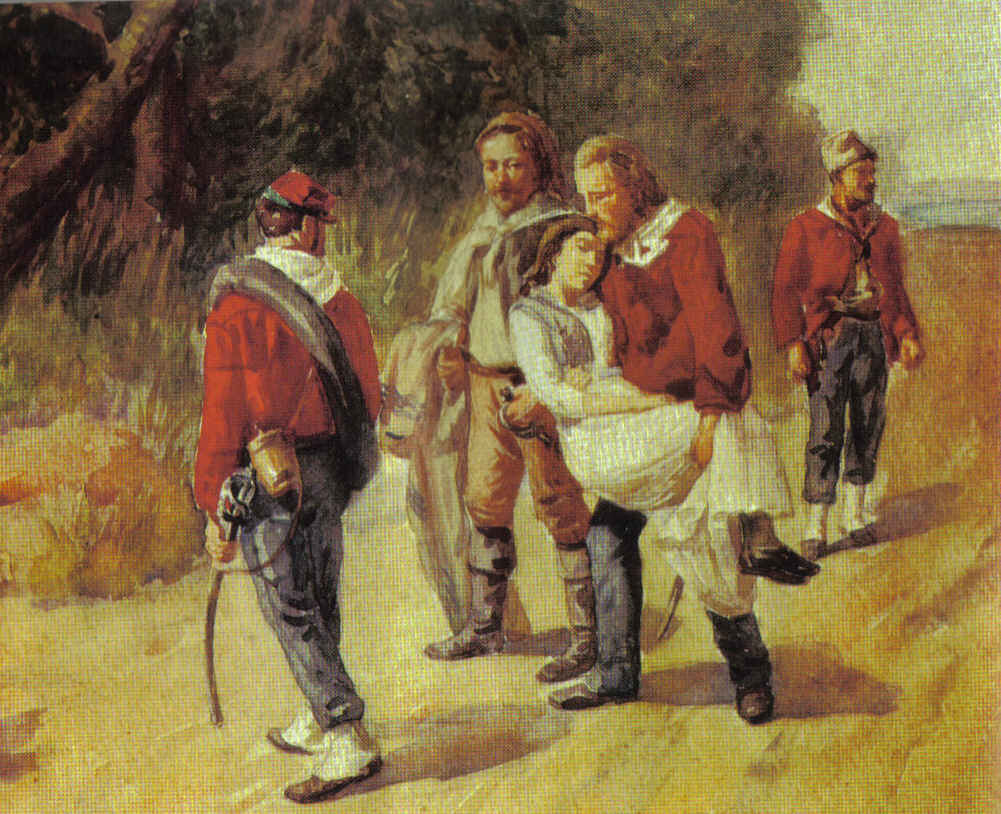
Garibaldi e Anita, ferida, fogem de San Marino, 1849 (quadro de anônimo, século XIX)

Em 9 de fevereiro de 1849, presenciou com o marido a proclamação da República Romana, mas a invasão franco-austríaca de Roma, depois da batalha no Janículo, obrigou-os a abandonar a cidade. Com 3 900 soldados (800 deles a cavalo), Garibaldi deixou Roma. Em sua perseguição saíram três exércitos (franceses, espanhóis e napolitanos) com quarenta mil soldados. Ao norte lhes esperava o exército austríaco, com quinze mil soldados. Anita e o marido tinham que enfrentar a guerra e lutar para salvar o território italiano. Mesmo grávida do 5º filho, ela enfrentou tudo até o fim.
Anita, no final da gravidez, tentou não ser um peso para o marido, querendo deixá-lo despreocupado para lutar sozinho na guerra, em que ela poderia ir morar com a mãe dele, como seus filhos moravam, mas suas condições de saúde pioraram quando atingiram a República de San Marino. Ela e Garibaldi decidiram não aceitar o salvo-conduto oferecido pelo embaixador americano e continuaram a fuga, pois não teriam como lutar contra milhares de soldados e se fossem presos, morreriam na cadeia. Com febre e perseguida pelo exército austríaco, foi transportada às pressas à fazenda Guiccioli, próximo a Ravena, onde morreu junto com a criança, em 4 de agosto de 1849, para desespero de Garibaldi.
Caçado pelos austríacos, sem nem sequer poder acompanhar o sepultamento da esposa, Garibaldi saiu outra vez para o exílio e nos dez anos em que esteve fora da Itália, os restos mortais de Anita foram exumados por sete vezes. Por vontade do marido, seu corpo foi transferido a Nice.
Em 1932, seu corpo foi finalmente sepultado no monumento construído em sua homenagem no Janículo, em Roma.

## O legado de Anita

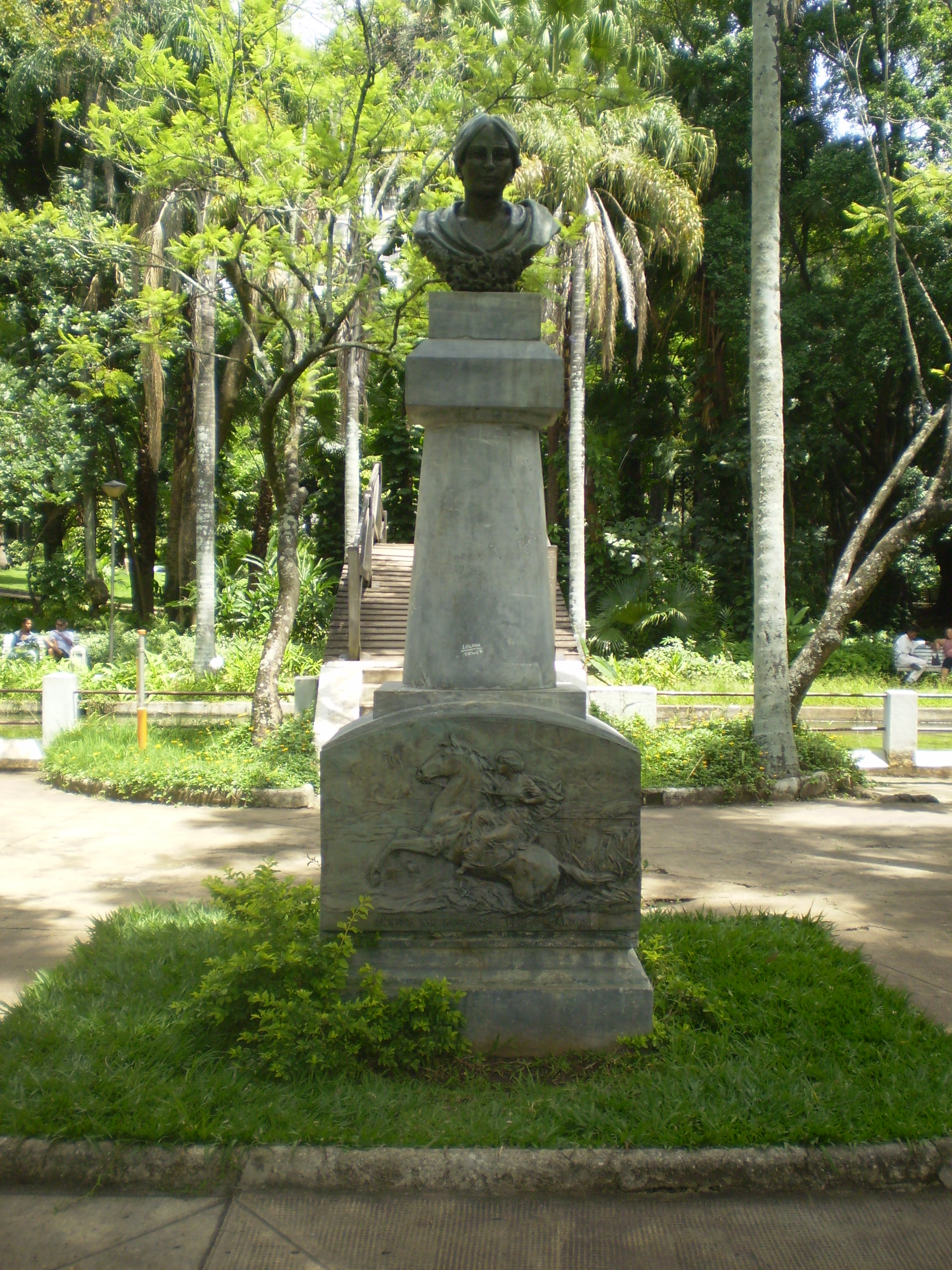
Busto de Anita Garibaldi, em Belo Horizonte

Considerada, no Brasil e na Itália, um exemplo de dedicação e coragem, Anita foi homenageada pelos brasileiros com a designação de dois municípios, ambos no estado de Santa Catarina: Anita Garibaldi e Anitápolis. Muitas cidades brasileiras possuem bairros, ruas e avenidas com seu nome, como o bairro Anita Garibaldi em Joinville, e a avenida Anita Garibaldi, em Salvador. Em abril de 2012 foi sancionada a Lei 12 615 que determinou que seu nome fosse inscrito no Livro dos Heróis da Pátria, depositado no Panteão da Liberdade e da Democracia, em Brasília.

## Representações na cultura
Na minissérie A Casa das Sete Mulheres, de Maria Adelaide Amaral e Walther Negrão, transmitida pela TV Globo, em 2003, Anita Garibaldi foi interpretada por Giovanna Antonelli, enquanto Giuseppe Garibaldi foi interpretado por Thiago Lacerda. Camila Morgado fez o papel de Manuela de Paula Ferreira.
No cinema, em Anita e Garibaldi, o papel de Anita foi interpretado por Ana Paula Arósio. Na literatura brasileira, no romance Anita, de Flávio Aguiar (São Paulo: Boitempo Editorial, 1999), prêmio Jabuti da Câmara Brasileira do Livro (2000).
Anita foi homenageada no carnaval carioca no ano de 1999 pela GRES Unidos do Viradouro, a agremiação alcançou o terceiro lugar num belo desfile.